# Oehmigke & Riemschneider

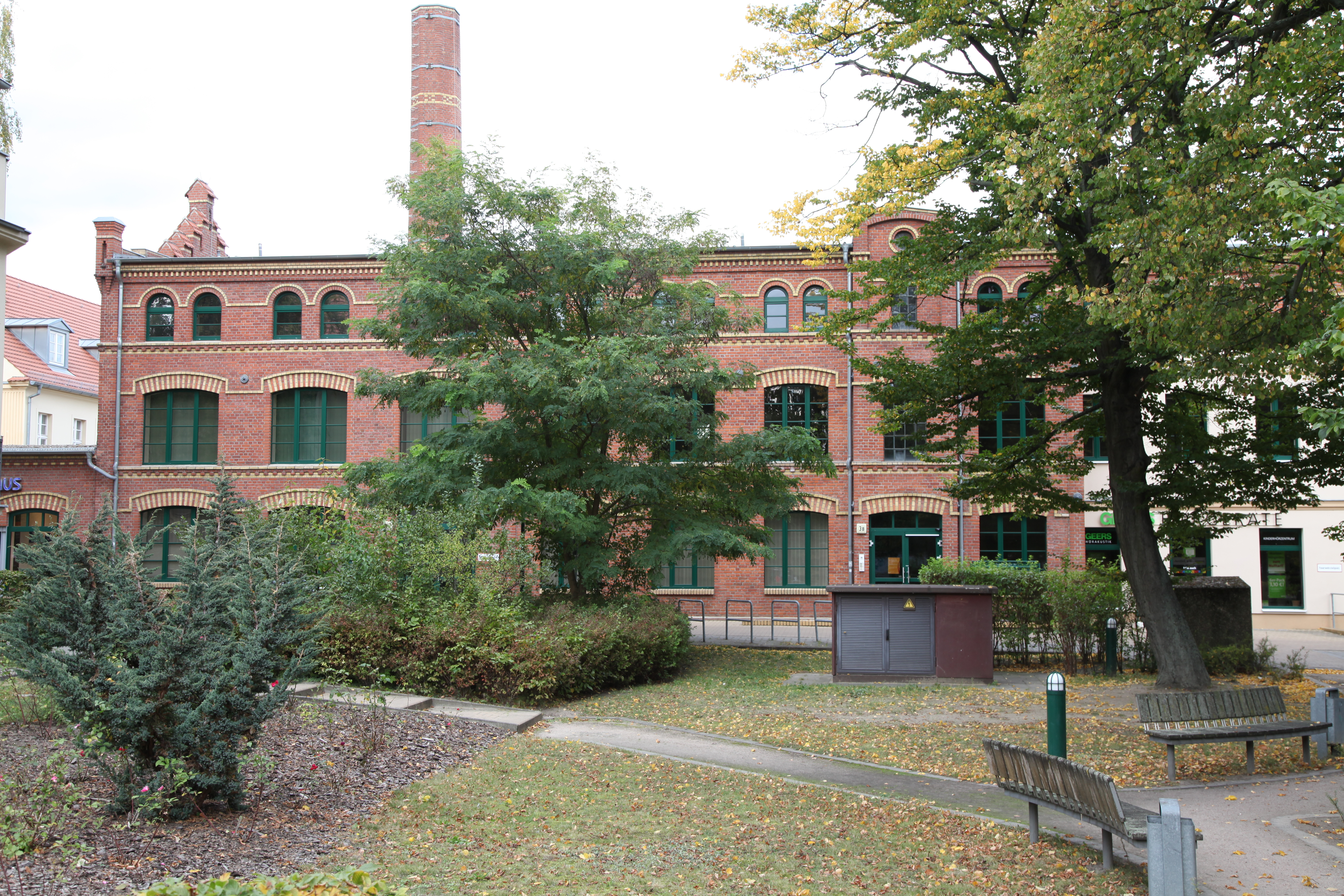
Das mit roten und gelben Backsteinen errichtete, heute denkmalgeschützte Fabrikgebäude unter der Adresse Fontaneplatz 3b in Neuruppin

Oehmigke & Riemschneider in Neuruppin ging aus einer Buchhandlung hervor und „war im 19. Jahrhundert einer der bekanntesten Produzenten von Bilderbogen in Deutschland“. Der hauseigenen Druckerei waren zudem ein Verlag für Lithografien und eine „Colorir-Anstalt“ angeschlossen.

## Geschichte

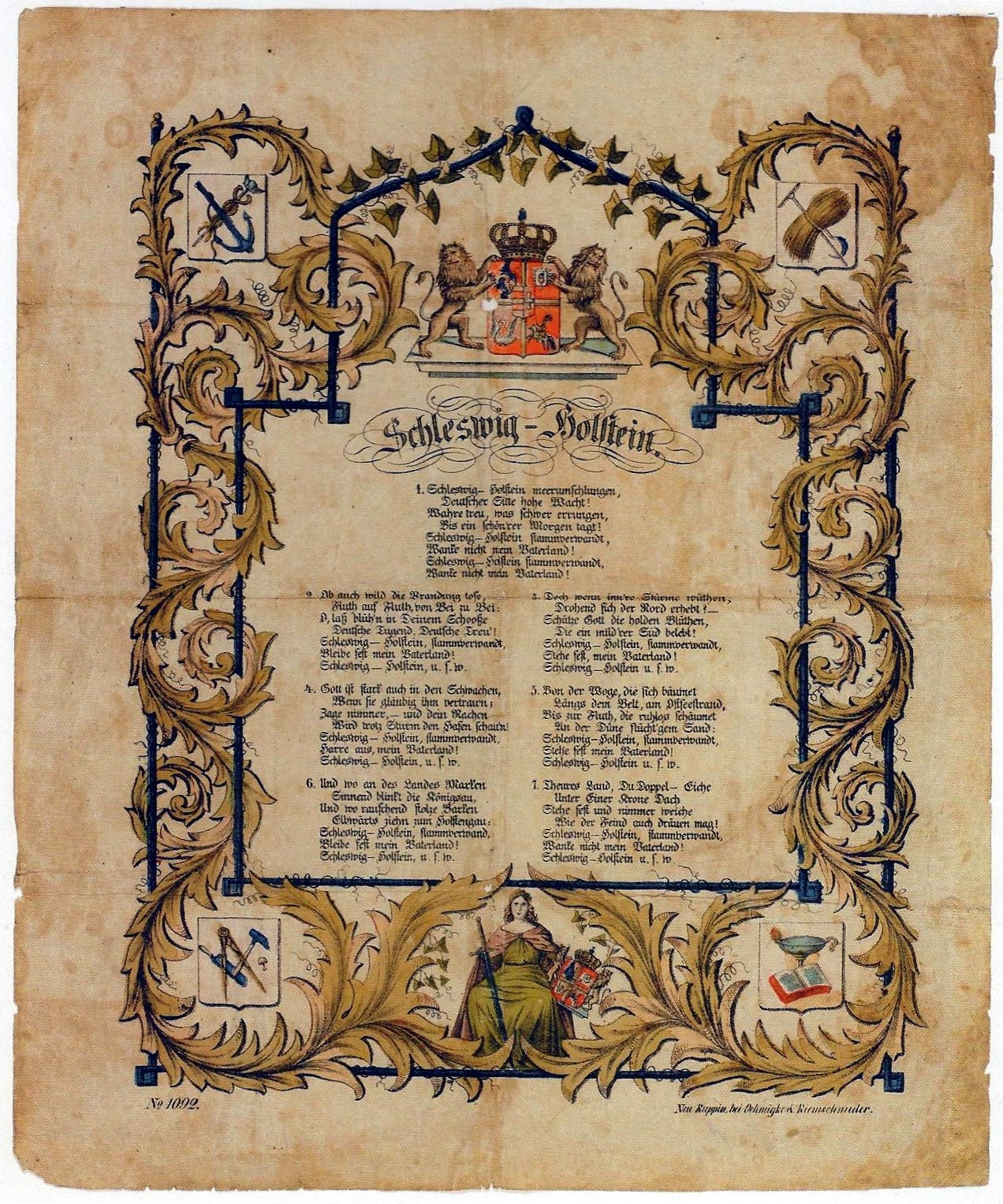
Handkoloriertes Schmuckblatt „No. 1092“ mit dem 1844 gedichteten Schleswig-Holstein-Lied

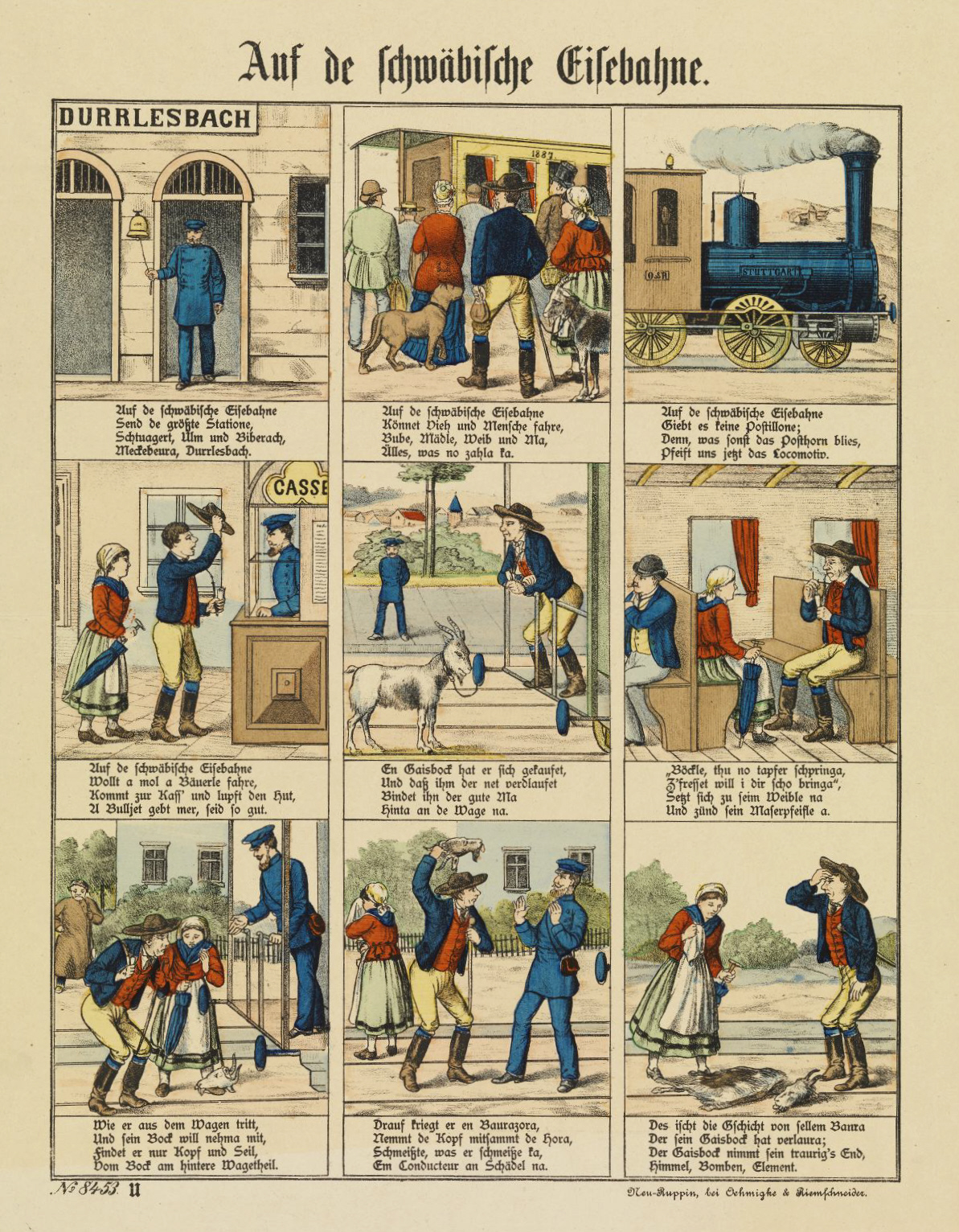
Auf de schwäbische Eisenbahne; kolorierter Bilderbogen „No. 8453 U“ von 1887 mit neun Bildern und Versen; Germanisches Nationalmuseum

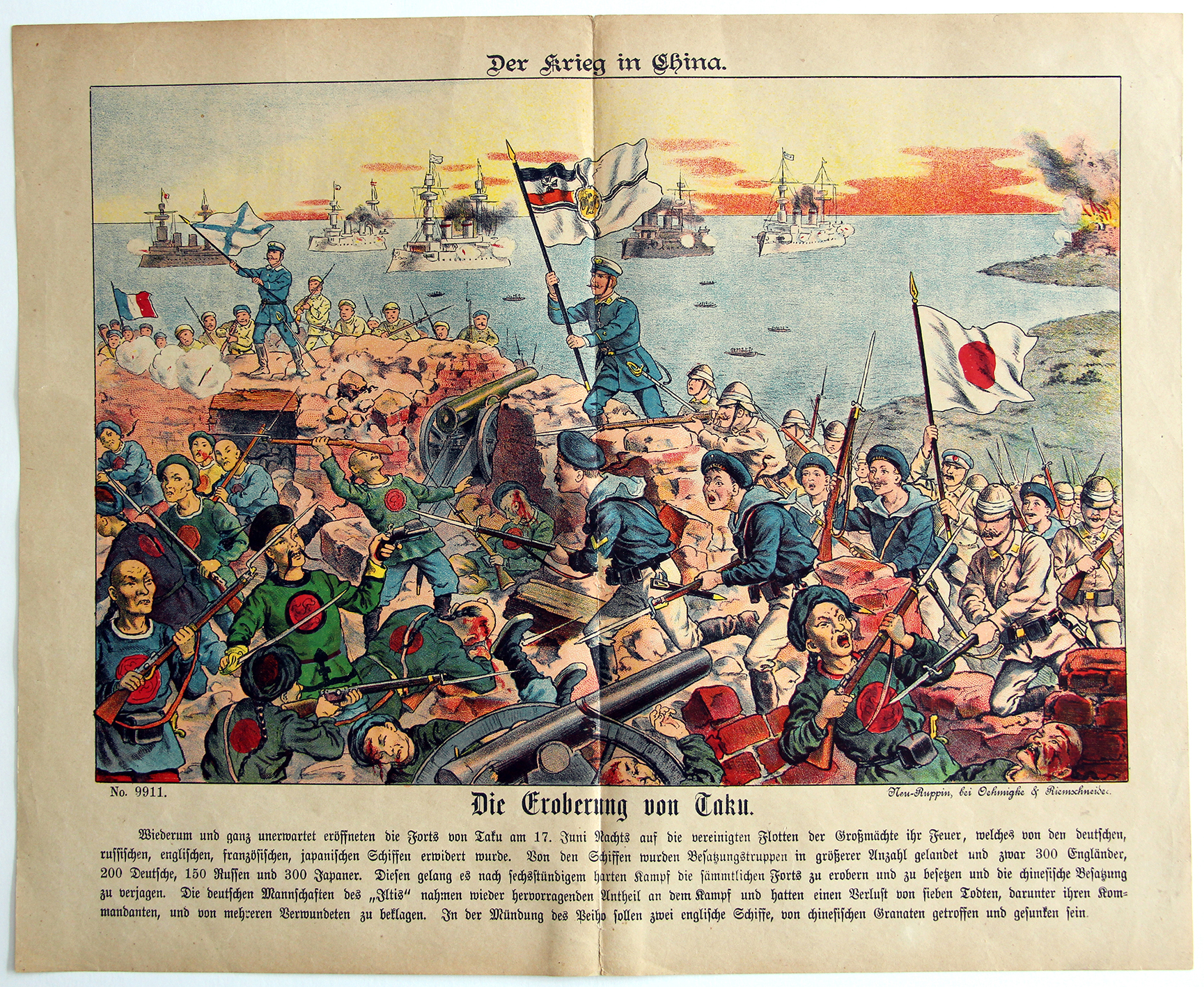
„No. 9911“ zum 18. Juni 1900: „Der Krieg in China. Die Eroberung von Taku“;
doppelseitige Vielfarb-Lithografie

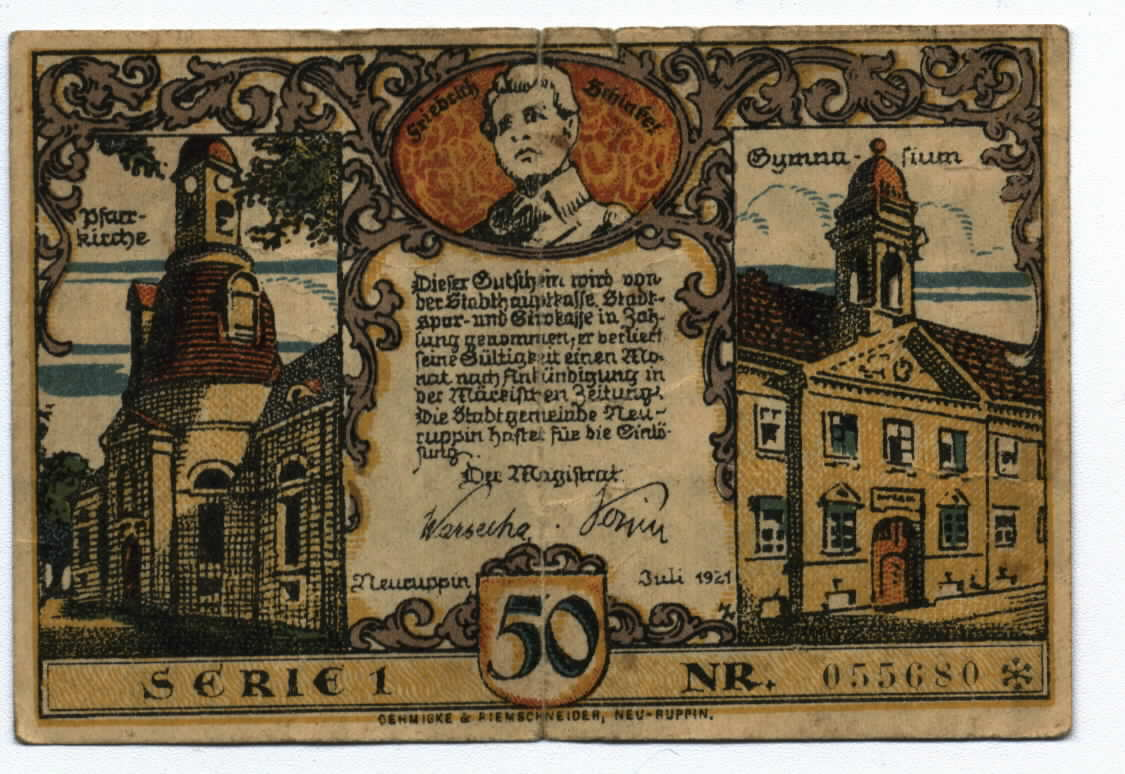
Notgeld-Schein über 50 Pfennig der Stadt Neuruppin;
vom Juli 1921 während der Deutschen Hyperinflation

Wenige Jahre vor Beginn der Industrialisierung in Deutschland eröffnete der aus Berlin stammende Buchhändler Philipp Johann Oehmigke (1807–1858) im Jahr 1828 eine Buchhandlung in der Stadt Neuruppin. Nach kurzer Zeit nahm er Arnold Hermann Riemschneider (1806–1856) als Teilhaber in das Unternehmen auf, das dann ab dem 1. November 1831 als Oehmigke & Riemschneider firmierte.
1835 gliederten die beiden Unternehmer ihrem Buchhandel eine eigene Druckerei an. Mit dieser boten sie ab etwa 1840 auch Bilderbogen zum Bau von Papiertheatern an. Die bedruckten Bogen bestanden – ähnlich wie diejenigen des Neuruppiner Mitbewerbers Gustav Kühn – aus einfacher Papierqualität und waren „eher für die unteren sozialen Schichten bestimmt. Die Kolorierung erfolgte in Heimarbeit durch Frauen und Kinder und auch in Gefängnissen und Armenhäusern.“
Oftmals wurden die gedruckten Motive den von höherwertigen Druckereien hergestellten Verlagsprodukten nachgeahmt und zumeist seitenverkehrt wiedergegeben.
Im Jahr der Reichsgründung wurde Emilie Oehmigke, geborene Moser, am 16. Februar 1871 alleinige Besitzerin der Firma, zu deren Geschäftsführung sie Conrad Müllendorf bevollmächtigte. Spätestens um 1875 bot das Unternehmen über das Allgemeine Adressbuch für den deutschen Buchhandel, den Antiquar-, Kolportage-, Kunst-, Landkarten- und Musikalienhandel und verwandte Geschäftszweige Interessenten auch ein Preis-Verzeichnis „von sämmtlichen Fabrikaten.“
Während die Produktion von Blättern für Papiertheater bis etwa um das Jahr 1920 erfolgte, stellte die Firma die Herstellung von Bilderbogen erst in den 1930er Jahren gänzlich ein.
Im Zuge der Militarisierung zur Zeit des Nationalsozialismus firmierte das Unternehmen spätestens 1938 auch mit dem ergänzenden Zusatz „Fabrik für Wehrmacht-Schieß-Scheiben und Wehrmacht-Vordrucke.“
Oehmigke & Riemschneider überstand den Zweiten Weltkrieg und wurde in der Frühzeit der Deutschen Demokratischen Republik 1953 verstaatlicht.